# Just Dance
"Just Dance" é uma canção da artista musical estadunidense Lady Gaga, contida em seu álbum de estreia The Fame (2008). Apresentando a participação do cantor compatriota Colby O'Donis, foi composta pela própria juntamente a RedOne e Aliaune Thiam, sendo produzida pelo primeiro. A sua gravação ocorreu em 2007 nos estúdios Record Plant Studios em Hollywood, Califórnia. Ao final de 2007, sua antiga gravadora Def Jam Recordings estava empresariando RedOne, e introduziu-o à cantora. A composição da faixa elaborada em cerca de dez minutos, e inspirada por uma ressaca sofrida pela intérprete. Posteriormente, ela refletiu que a música salvou sua vida. A faixa foi lançada em 8 de abril de 2008 através da Interscope Records, servindo como o single de estreia da carreira de Gaga. Musicalmente derivada do dance-pop e do synthpop, "Just Dance" apresenta melodias eletrônicas e influências do R&B, combinando ritmos e notas de sintetizadores. Liricamente, trata sobre estar embriagado em uma boate.
A obra recebeu análises geralmente positivas da mídia especializada, a qual prezou sua produção, os vocais da artista e a participação de O'Donis. Obteve um desempenho comercial positivo, atingindo a liderança das tabelas da Austrália, do Canadá, da Irlanda, dos Países Baixos e do Reino Unido, classificando-se nas dez melhores posições em diversos países. Nos Estados Unidos, o número foi um sucesso inesperado, passando cinco meses na Billboard Hot 100 até finalmente atingir o topo da tabela em janeiro de 2009. Posteriormente, foi certificada como platina sêxtupla pela Recording Industry Association of America (RIAA), denotando vendas de seis milhões de unidades no território. Mundialmente, comercializou cerca de dez milhões de cópias, sendo um dos singles mais vendidos de todos os tempos.
O videoclipe da música retratou Lady Gaga aparecendo em uma festa onde está tocando a música, fazendo com que os convidados começassem a dançar de prazer. Gaga comparou sua experiência de filmar o vídeo com filmar um filme de Martin Scorsese. "Just Dance" foi interpretado por Gaga em várias aparições ao vivo, como  Jimmy Kimmel Live! e The Tonight Show with Jay Leno, todas as suas turnês e o show do intervalo do Super Bowl LI. Ela geralmente toca em um keytar enquanto interpreta a música. Em 2009, a música recebeu uma indicação ao Grammy na categoria Best Dance Recording, mas perdeu para "Harder, Better, Faster, Stronger (Alive 2007)" da dupla de música eletrônica Daft Punk.

## Antecedentes

Gaga apresentando "Just Dance" na The Monster Ball Tour.

"Just Dance" foi composta por Gaga, Akon e RedOne e produzida pelo último. Em entrevista à revista Heat, a cantora contou sobre sua inspiração para compor a faixa: "Eu estava de muita ressaca. Escrevi a música em cerca de 10 minutos com o [produtor] RedOne. E foi a minha primeira vez num estúdio de Hollywood. Eu estava muito primitiva, era uma grande sala com alto-falantes gigantes." A artista compôs "Just Dance" em janeiro de 2008 e de acordo com ela, foi "muito trabalho e muitas pessoas não acreditavam a princípio". Mais tarde, a interprete refletiu sobre a canção, dizendo:
| “ | Essa gravação salvou minha vida. Eu estava num espaço tão escuro em Nova Iorque. Estava tão deprimida, sempre em um bar. Eu peguei um avião para Los Angeles para fazer a minha música e foi dada uma tomada para compor a canção que iria mudar minha vida e eu compus. Nunca mais voltei. Deixei para trás o meu namorado, meu apartamento. Eu ainda não voltei. Minha mãe entra e limpa o apartamento para mim. | ” |

Em entrevista ao site Contactmusic.com Gaga declarou que "Just Dance" é uma canção alegre e deveria ser apreciada pelas pessoas que estão passando por momentos difíceis como a perda de empregos, casas e etc. A cantora explicou ainda à Artistdirect que queria gravar uma música bonita como "Just Dance". Ao ser perguntada do motivo pelo qual o single se tornou popular, a interprete disse que pensou, "Todo mundo está procurando por uma música que fala realmente da alegria em nossas almas e em nossos corações e se divertir. É apenas uma dessas músicas. É uma sensação muito boa, e quando você a ouvi, faz com que você se sinta bem interiormente. É simples assim. Eu não acho que é ciência espacial quando se trata de coração. Eu acho que é uma música-tema do coração."

## Composição
"Just Dance" é uma canção com andamento acelerado e dos gêneros dance-pop e electropop. A música combina ritmos e notas de sintetizadores, com melodias eletrônicas e influências do R&B. De acordo com a partitura publicada em Musicnotes.com por Alfred Publishing, a faixa possui uma taxa de batida moderada de 124 batimentos por minuto. Está escrita na tonalidade de C♯ menor. Os vocais de Gaga se estendem desde a nota baixa de G3 a nota elevada de C5. A música começa com um ritmo rápido seguindo pelo arranjo de sintetizador e Gaga pronunciando "RedOne". O número tem uma progressão harmônica de C♯m–E–B–F♯m. Colby O'Donis canta o interlúdio no mesmo intervalo de Gaga seguido por um interlúdio de R&B interpretado pela artista, depois o refrão é repetido com o rapper fornecendo vocais de apoio. A canção termina com um eco da palavra "dance".
Liricamente, "Just Dance" lança uma perspectiva de ironia parcial com letras como "O que está acontecendo na pista? / Eu amo essa música, mas eu não consigo mais ver direito". A interprete canta sobre estar embriagada em uma boate. A letra de abertura "A RedOne" tem sido muitas vezes mal interpretada como "red wine", em português "vinho tinto", mas na realidade é uma referência ao produtor RedOne.

## Repercussão

### Análises da crítica  profissional
| Críticas profissionais | Críticas profissionais |
| Avaliações da crítica  | Avaliações da crítica  |
| Fonte                  | Avaliação              |
| ---------------------- | ---------------------- |
| About.com              | (positiva)             |
| Allmusic               | (positiva)             |
| BBC                    | (positiva)             |
| The Guardian           | (positiva)             |
| The Ottawa Citizen     | (positiva)             |
| PopMatters             | (positiva)             |
| Slant                  | (positiva)             |
| The Washington Post    | (positiva)             |

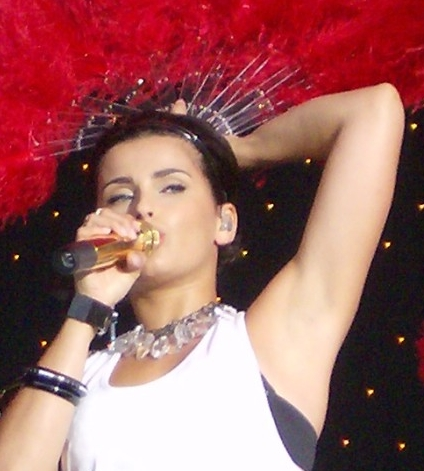
Um crítico comparou a composição de R&B de "Just Dance" com a canção "Maneater", de autoria de Nelly Furtado.

Matthew Chisling da Allmusic descreveu a canção como "uma força de motriz de ondas dance e infecciosas batidas produzidas". Alexis Petridis do The Guardian chamou a faixa de um "conto sedutoramente compulsivo de puxar um branquelo drogado, com melodias eletrônicas e leves notas de R&B que tem uma vaga semelhança com "Maneater" de Nelly Furtado. Ben Norman do About.com, disse que a composição "abre o álbum como uma valquíria conduzindo a carga [...] andando triunfantemente à frente de seu exército. Se você não conhece esta canção, use seu navegador. Eu não vou perder tempo explicando como é." No entanto, ele também observou que a música não é inovadora e comparou-a com os trabalhos de Rihanna, Chris Brown e Pussycat Dolls. Bill Lamb, crítico do mesmo portal chamou a obra de mansa mas cativante o suficiente para a artista ser notada pelas pessoas. Ele também acrescentou que "Just Dance" tem uma energia forte e e as funções da voz marcante de Lady Gaga, mas finalmente adiciona-se um pouco do meigo dance-pop." Os vocais suaves de Colby O'Donis também foram elogiados.
Evan Sawdey da PopMatters disse que "Just Dance" é um single intensamente cativante e é um excelente indicador de que o álbum era sobre isso. Ben Hogwood, do website MusicOMH elogiou o número, dizendo: "É impossível conseguir algo mais cativante e rítmico que "Just Dance" este ano, o que prova ser uma jóia que o refrão permanece em sua mente durante semanas". Freedom lu Lac, do jornal The Washington Post, descreveu a obra dizendo que "está cheio de synthpop espumante combinado com um groove dance de baixo nível com a voz gelada de Gaga, vocais quase desencarnados sobre a felicidade dançar." Lynn Saxberg, do The Ottawa Citizen, ao revisar The Fame Ball Tour de Gaga, chamou a composição de um hino de boate perfeito para cantar junto. Sal Cinquemani da Slant Magazine escreveu que a música se assemelha a "um acidente de trem que provavelmente encontrará [...] às quatro da manhã" como enfatizado pela letra. Talia Kraines da BBC chamou a canção de "irresistível" e disse que "o atraente das canções de Gaga é a forte certeza de seu lugar na lista de ídolos pop".

### Desempenho comercial e gráfico

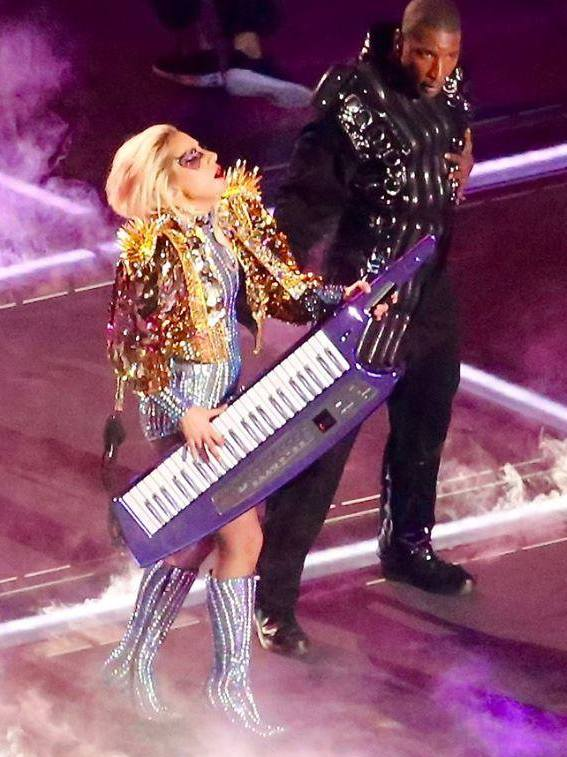
"Just Dance" da Super Bowl LI

Nos Estados Unidos, "Just Dance" foi um clube-hit após o seu lançamento, chegando a número dois em ambas as paradas do Hot Dance Airplay e Hot Dance Club Play em 2008. A música entrou na Billboard Hot 100 em 76º lugar em 16 de agosto de 2008. Subiu para número dois na Hot 100, depois de vender 419 mil downloads em 10 de janeiro de 2009. No mesmo assunto, a canção chegou a número um na Pop 100. Na semana seguinte, a música, finalmente chegou a número um na Hot 100. O single levou 22 semanas para atingir o primeiro lugar, que é a segunda subida mais longa para o número um desde "With Arms Wide Open" de Creed que levou 27 semanas antes de finalmente chegar a número um em novembro de 2000. A canção também apareceu no Hot R&B/Hip-Hop Songs, onde atingiu um pico de 72. A canção passou 49 semanas na Hot 100 e em 17 de fevereiro de 2011, o single foi certificado seis vezes platina pela Recording Industry Association of America (RIAA) pelo exportação de seis milhões de cópias. A canção já vendeu mais de 6.150.000 downloads nos Estados Unidos até à data de acordo com o Nielsen Soundscan, tornando-se a segunda canção a atingir a marca de seis milhões de downloads pagos. No Canadá, a canção estreou no número 97 na Canadian Hot 100 para a emissão datada de 7 junho de 2008. Atingiu o pico em 23 de agosto de 2008, e esteve no topo há cinco semanas consecutivas. A canção foi certificada seis vezes platina pela Music Canada em junho de 2009, pelas vendas de 240 mil cópias digitais pagas.
A faixa estreou no número 34 na ARIA Charts em 21 de julho de 2008, e subiu para o décimo sétimo lugar na semana seguinte se tornando "maior ganhador" da parada. Em 15 de setembro de 2008, a faixa chegou ao topo da parada. Desde então, foi certificada três vezes platina pela Australian Recording Industry Association (ARIA) pela exportação de 210 mil cópias. A canção foi creditada como o single a ficar mais tempo na parada da história da ARIA Charts, passando mais de 81 semanas no top 100. "Just Dance" estreou nas paradas de Nova Zelândia, no número dezenove, e atingiu um pico de número três. Foi certificada platina pela Recording Industry Association of New Zealand (RIANZ) pela exportação de 15 mil cópias do single.
No Reino Unido, "Just Dance" estreou no número três em 10 de janeiro de 2009. Subiu para número um na semana seguinte, e permaneceu no topo por três semanas. Em entrevista à Daily Mail, Gaga explicou seus sentimentos sobre ter alcançando o número um no Reino Unido dizendo, "Tem sido um sonho de longa duração para ter um grande sucesso no Reino Unido – meus fãs não são tão sensuais e as pessoas são tão inovadoras e livres em como eles pensam sobre a cultura pop e a música. Eu estava no meu apartamento em Los Angeles me preparando para sair para ensaio de dança quando ligaram e me contaram, e eu chorei." Na Irlanda, a canção estreou no número onze, e depois de uma semana atingiu o pico da parada. A canção atingiu o pico da parada dos Países Baixos em 28 de fevereiro de 2009. A faixa também chegou aos dez primeiros na Áustria, Dinamarca, Finlândia, Alemanha, Noruega, Suécia, Suíça e o top vinte da Bélgica (Flanders e Wallonia) e França. Em todo o mundo a canção já vendeu 7,7 milhões de cópias digitais.

### Prêmios e indicações
Em 2009 a canção foi indicada ao Grammy Award por Melhor Gravação Dance, mas perdeu para Daft Punk. "Just Dance" também ganhou um Teen Choice Awards pela parceria de Gaga com Colby O'Donis. No International Dance Music Awards a canção ganhou na categoria de Melhor Gravação Pop Dance, e foi indicada por Melhor Videoclipe, tendo a última categoria ganhada em seguida no Q Awards.
| Ano  | Prêmio                           | Categoria               | Resultado |
| ---- | -------------------------------- | ----------------------- | --------- |
| 2009 | Grammy Award                     | Melhor Gravação Dance   | Indicado  |
| 2009 | Teen Choice Awards               | Melhor Parceria         | Venceu    |
| 2009 | International Dance Music Awards | Melhor Canção Pop Dance | Venceu    |
| 2009 | International Dance Music Awards | Melhor Videoclipe       | Indicado  |
| 2009 | Q Awards                         | Melhor Videoclipe       | Venceu    |

## Vídeo musical
O vídeo musical teve direção a cargo de Melina Matsoukas, e é baseado no conteúdo temático da canção de estar em uma festa. O roteiro visual começa com Gaga chegando com suas dançarinas de fundo em uma festa, que parece ter terminado. Uma das bailarinas liga um rádio, tocando a música pela casa. A multidão da festa parecem estar dormindo em diferentes áreas, e são acordados pela música. Todos começam a dançar, e cenas da festa são intercaladas com rodagens de Lady Gaga dançando seminua em um poncho, com uma bola de discoteca ou em uma pequena piscina de borracha brincando com uma orca inflavél. Ela usa um adesivo em forma de raio-azul sobre seu olho direito, como o da capa do single, que foi uma homenagem a sua ídolo musical David Bowie. O'Donis aparece no vídeo sendo ladeado por várias meninas durante o interlúdio "Quando chego na pista de dança" Akon e Space Cowboy também marcam presença na produção. A MTV News chamou o vídeo de uma ode à "Me Decade". Durante uma entrevista à uma rádio australiana em setembro de 2008, Gaga disse que "O vídeo inteiro é sobre arte performática de estar bêbado em uma festa." Em entrevista à About.com, quando perguntada sobre a experiência de gravar o videoclipe, Gaga explicou:
| “ | Foi tão divertido, foi incrível. Para mim foi como estar em um set de Martin Scorsese. Eu tive um orçamento tão baixo por tanto tempo, e ter este vídeo incrivelmente surpreendente foi realmente muito humilhante. Foi muito divertido, mas você verá se você alguma vez chegou a uma gravação de um vídeo meu um dia – Eu sou muito particular sobre essas coisas, eu realmente não falo com todo mundo. Eu não sou como a festeira correndo por aí. Posso até parecer um pouco de diva. Eu me preocupo comigo mesma, costumes, se os extras são bons e o cenário. Eu não faço escândalo pelas coisas, você sabe. Esse vídeo foi uma visão minha. Melina foi a diretora que queria fazer algo, tem uma interpretação da arte pop, mas muito comercial, era como um estilo de vida. Foi todas essas coisas, eu amo o vídeo. | ” |

## Apresentações ao vivo

Gaga ao lado de uma Rolls-Royce tocando a introdução generalizada de "Just Dance".

Em julho, ela cantou a música pela primeira vez na competição do Miss Universo 2008 no Vietnã, mais tarde, Lady Gaga cantou a música em muitos programas de televisão nos Estados Unidos. Ela apareceu no Jimmy Kimmel Live!, The Tonight Show with Jay Leno, So You Think You Can Dance e The Ellen DeGeneres Show. Na Austrália, ela se apresentou no Sunrise, onde sua performance foi condenada por usar playback. Gaga negou e divulgou um comunicado dizendo "Eu estava doente no dia do show, mas eu tenho 100 por cento de certeza de que estava cantando ao vivo. [...] nunca fiz playback e nunca farei. Até no meu pior dia, nunca farei." No Reino Unido, ela apresentou a música no GMTV. Ela também apresentou o single durante suas sessões do AOL. "Just Dance" foi adicionada ao repertório de sua primeira atração principal The Fame Ball Tour, onde foi realizada antes do bis. Enquanto a apresentação para a versão acústica de "Poker Face" acaba, Gaga saiu do palco e um interlúdio de vídeo chamado "The Face" começa a contar sobre a personagem alternativa de Gaga, Candy Warhol e ensinando a ela a falar. Gaga apareceu no palco usando um vestido em forma de tutu com ombreiras pontudas e peplum. Seus dançarinos estavam vestidos com calças Louis Vuitton Steven Sprouse impressos que combinavam com os sapatos de Gaga. O cenário mudou mostrando luzes de discoteca piscando e Gaga usava seu vídeo-óculos, exibindo a linha "Pop Music Will Never Be Low Brow". Um remix da introdução de "Just Dance" começou e Gaga começou a cantar a canção, enquanto dançava os passos de dança coreografados. Também foi adicionada ao repertório do The Monster Ball Tour, realizada como a segunda música da lista. Após o a abertura da canção "Dance in the Dark", ela amarrou um teclado portátil de jóias de prata no ombro e começou a tocar "Just Dance", enquanto saia dentro de um cubo branco, e a tela de vídeo surgiu. Ela foi levantada em uma plataforma com um keytar por cima do ombro enquanto oito dançarinos em trajes brancos estavam trancados no cubo abaixo dela. Em maio de 2011, Gaga apresentou a canção durante o Radio 1's Big Weekend em Carlisle, Cúmbria.

## Alinhamento de faixas e formatos
"Just Dance" foi lançada como download digital na Amazon contendo apenas o single como faixa com uma duração máxima de quatro minutos e dois segundos. Nos Estados Unidos foi lançado um CD single com a versão original e três remixes da música, sendo as mesmas faixas lançada para download no Japão. Na Austrália o CD veio com um remix do DJ Trevor Simpson. Na Alemanha foi lançada a versão maxi do CD com quatro faixas sendo elas um remix, a versão instrumental e o videoclipe da canção. Já a versão francesa veio com dois remixes de "Just Dance". No Reino Unido o disco de vinil veio além da versão original um remix da música.
| Download digital |              |         |  |
| N.º              | Título       | Duração |  |
| 1.               | "Just Dance" | 4:02    |  |

| CD single de remixes dos Estados Unidos |                                                             |         |  |
| N.º                                     | Título                                                      | Duração |  |
| 1.                                      | "Just Dance"                                                | 4:02    |  |
| 2.                                      | "Just Dance" (Harry 'Choo Choo' Romero's Bambossa Main Mix) | 7:12    |  |
| 3.                                      | "Just Dance" (Richard Vission Remix)                        | 6:13    |  |
| 4.                                      | "Just Dance" (Trevor Simpson Remix)                         | 7:20    |  |

| CD single da Austrália |                                     |         |  |
| N.º                    | Título                              | Duração |  |
| 1.                     | "Just Dance"                        | 4:02    |  |
| 2.                     | "Just Dance" (Trevor Simpson Remix) | 7:21    |  |

| CD maxi single da Alemanha |                                                            |         |  |
| N.º                        | Título                                                     | Duração |  |
| 1.                         | "Just Dance"                                               | 4:02    |  |
| 2.                         | "Just Dance" (Harry 'Choo Choo' Romer's Bambossa Main Mix) | 7:14    |  |
| 3.                         | "Just Dance" (Versão instrumental)                         | 4:00    |  |
| 4.                         | "Just Dance" (Vídeo)                                       | 4:10    |  |

| CD maxi single da França |                                                  |         |  |
| N.º                      | Título                                           | Duração |  |
| 1.                       | "Just Dance"                                     | 4:02    |  |
| 2.                       | "Just Dance" (Glam As You Radio Mix By Guéna LG) | 3:39    |  |
| 3.                       | "Just Dance" (Glam As You Club Mix By Guéna LG)  | 6:25    |  |

| Disco de vinil do Reino Unido |                                                             |         |  |
| N.º                           | Título                                                      | Duração |  |
| 1.                            | "Just Dance"                                                | 4:04    |  |
| 2.                            | "Just Dance" (Harry 'Choo Choo' Romero's Bambossa Main Mix) | 7:12    |  |

| Download digital do Japão |                                                             |         |  |
| N.º                       | Título                                                      | Duração |  |
| 1.                        | "Just Dance"                                                | 4:02    |  |
| 2.                        | "Just Dance" (Harry 'Choo Choo' Romero's Bambossa Main Mix) | 7:14    |  |
| 3.                        | "Just Dance" (Richard Vission Remix)                        | 6:14    |  |
| 4.                        | "Just Dance" (Trevor Simpson Remix)                         | 7:24    |  |

## Créditos
Os créditos seguintes foram adaptados do encarte do álbum The Fame (2008) e do sítio Discogs.
- Composição - Lady Gaga, RedOne, Akon
- Produção - RedOne
- Instrumentos e programação – RedOne
- Gravação – RedOne
- Engenharia – Dave Russell
- Vocais de apoio – Lady Gaga, Akon, RedOne, Colby O'Donis
- Mixagem – Robert Orton

## Desempenho nas tabelas musicais
| Tabela musical (2008-2009)             | Melhor posição |
| -------------------------------------- | -------------- |
| Alemanha - Media Control Charts        | 1              |
| Austrália - ARIA Charts                | 1              |
| Bélgica - Ultratop 50 Flanders         | 1              |
| Bélgica - Ultratop 50 Wallonia         | 1              |
| Canadá - Canadian Hot 100              | 1              |
| Dinamarca - Tracklisten                | 1              |
| Espanha - PROMUSICAE                   | 1              |
| Estados Unidos - Billboard Hot 100     | 1              |
| Estados Unidos - Adult Contemporary    | 1              |
| Estados Unidos - Hot Dance Club Play   | 1              |
| Estados Unidos - Hot R&B/Hip-Hop Songs | 1              |
| Estados Unidos - Pop 100               | 1              |
| Finlândia - Finland's Official List    | 1              |
| França - SNEP                          | 1              |
| Hungria - MAHASZ                       | 1              |
| Irlanda - Irish Singles Chart          | 1              |
| Japão - Japan Hot 100                  | 2              |
| Noruega - VG-lista                     | 3              |
| Nova Zelândia - RIANZ                  | 3              |
| Países Baixos - Dutch Top 40           | 1              |
| Reino Unido - UK Singles Chart         | 1              |
| Chéquia - IFPI                         | 5              |
| Suécia - Sverigetopplistan             | 3              |
| Suíça - Schweizer Hitparade            | 8              |
| União Europeia - European Hot 100      | 3              |
| Áustria - Ö3 Austria Top 40            | 8              |

| Tabela musical (2000-2009)         | Posição |
| ---------------------------------- | ------- |
| Austrália - ARIA Charts            | 12      |
| Reino Unido - UK Singles Chart     | 24      |
| Estados Unidos - Billboard Hot 100 | 35      |

| País                  | Certificação |
| --------------------- | ------------ |
| Alemanha - BVMI       | Ouro         |
| Austrália - ARIA      | 3× Platina   |
| Bélgica - Ultratop 50 | Ouro         |
| Canadá - Music Canada | 6× Platina   |
| Espanha - PROMUSICAE  | Platina      |
| Estados Unidos - RIAA | 6× Platina   |
| Japão - RIAJ          | Ouro         |
| Nova Zelândia - RIANZ | Platina      |
| Noruega - VG-lista    | 2× Platina   |
| Reino Unido - BPI     | Platina      |
| Suécia - IFPI         | Platina      |
| Suíça - IFPI          | 2× Platina   |

| Tabela musical (2008)                                  | Melhor posição |
| ------------------------------------------------------ | -------------- |
| Alemanha (Media Control Charts)                        | 77             |
| Austrália (ARIA Charts)                                | 7              |
| Áustria (Ö3 Austria Top 40)                            | 58             |
| Bélgica (Ultratop 50 de Flandres)                      | 84             |
| Canadá (Canadian Hot 100)                              | 6              |
| Estados Unidos (Hot Dance Club Songs)                  | 50             |
| França (Syndicat National de l'Édition Phonographique) | 73             |
| Nova Zelândia (NZ Top 40 Singles)                      | 12             |
| Suécia (Sverigetopplistan)                             | 15             |
| Tabela musical (2009)                                  | Melhor posição |
| Alemanha (Media Control Charts)                        | 34             |
| Austrália - ARIA Charts                                | 70             |
| Bélgica - Ultratop 50 Flanders                         | 42             |
| Bélgica - Ultratop 50 Wallonia                         | 21             |
| Canadá - Canadian Hot 100                              | 42             |
| Dinamarca - Tracklisten                                | 17             |
| Espanha - PROMUSICAE                                   | 21             |
| Estados Unidos - Billboard Hot 100                     | 3              |
| Hungria - MAHASZ                                       | 7              |
| Irlanda - Irish Singles Chart                          | 4              |
| Países Baixos - Dutch Top 40                           | 28             |
| Reino Unido - UK Singles Chart                         | 3              |
| Suécia - Sverigetopplistan                             | 85             |
| Suíça - Schweizer Hitparade                            | 20             |
| União Europeia - European Hot 100                      | 30             |
| Áustria - Ö3 Austria Top 40                            | 38             |
| Tabela musical (2010)                                  | Melhor posição |
| Reino Unido - UK Singles Chart                         | 186            |

## Histórico de lançamento
Em 8 de abril de 2008, "Just Dance" foi lançada em formato físico (CD single) nos Estados Unidos, em 17 de junho no Canadá, sendo em seguida lançada no Reino Unido. No Brasil o single foi distribuído virtualmente em junho do mesmo ano. A primeira parte do extended play (EP) digital de remixes da canção foi lançado na França e em Portugal em 13 de junho e no Canadá em 25 de novembro, e a segunda parte em 4 de novembro na América do Norte. Posteriormente também foi lançado um disco de vinil em 24 de dezembro  no Reino Unido e em 6 de janeiro de 2009 nos Estados Unidos.
| País           | Data                   | Formato                       | Gravadora          |
| -------------- | ---------------------- | ----------------------------- | ------------------ |
| Estados Unidos | 8 de abril de 2008     | CD single                     | Interscope Records |
| Brasil         | 16 de junho de 2008    | Download digital              | Universal Music    |
| Canadá         | 17 de junho de 2008    | CD single                     | Interscope Records |
| França         | 13 de junho de 2008    | EP digital de remixes         | Interscope Records |
| Portugal       | 13 de junho de 2008    | EP digital de remixes         | Interscope Records |
| Canadá         | 25 de novembro de 2008 | EP digital de remixes         | Interscope Records |
| Estados Unidos | 4 de novembro de 2008  | EP digital de remixes parte 2 | Interscope Records |
| Canadá         | 4 de novembro de 2008  | EP digital de remixes parte 2 | Interscope Records |
| Reino Unido    | 24 de dezembro de 2008 | CD single, Disco de vinil     | Polydor Records    |
| Estados Unidos | 6 de janeiro de 2009   | Disco de vinil                | 101 Distribution   |